# Huub Driessen
Huub Driessen (Stein, 12 december 1962) is een voormalig profvoetballer die doorgaan speelde als linkermiddenvelder.

## Voetbalcarrière
Driessen speelde in de jeugd van De Ster en VV Sittard, alvorens hij in 1981 de overstap maakte naar MVV. Namens die club debuteerde hij ook op 21 augustus 1982 in het betaald voetbal tijdens een met 0-1 verloren thuiswedstrijd tegen SVV. Hij speelde van 1982 tot 1991 208 duels namens MVV en scoorde daarin 32 maal. In het begin van het seizoen 1991/92 verkaste hij na een spelersruil met Roger Reijners naar provinciegenoot Fortuna Sittard. Daar speelde Driessen twee seizoenen, waarna hij in 1993 naar Eindhoven vertrok. In 1995 zette hij een punt achter zijn profloopbaan.

### Profstatistieken
| Seizoen | Club            | Land      | Competitie     | Duels | Goals |
| ------- | --------------- | --------- | -------------- | ----- | ----- |
| 1982/83 | MVV             | Nederland | Eerste divisie | 14    | 4     |
| 1983/84 | MVV             | Nederland | Eerste divisie | 11    | 1     |
| 1984/85 | MVV             | Nederland | Eredivisie     | 26    | 4     |
| 1985/86 | MVV             | Nederland | Eredivisie     | 16    | 0     |
| 1986/87 | MVV             | Nederland | Eerste divisie | 35    | 12    |
| 1987/88 | MVV             | Nederland | Eerste divisie | 20    | 3     |
| 1988/89 | MVV             | Nederland | Eredivisie     | 30    | 3     |
| 1989/90 | MVV             | Nederland | Eredivisie     | 24    | 3     |
| 1990/91 | MVV             | Nederland | Eredivisie     | 32    | 2     |
| 1991/92 | MVV             | Nederland | Eredivisie     | 0     | 0     |
| 1991/92 | Fortuna Sittard | Nederland | Eredivisie     | 27    | 2     |
| 1992/93 | Fortuna Sittard | Nederland | Eredivisie     | 29    | 2     |
| 1993/94 | Eindhoven       | Nederland | Eerste divisie | 21    | 1     |
| 1994/95 | Eindhoven       | Nederland | Eerste divisie | 9     | 0     |
| Totaal  | Totaal          | Totaal    | Totaal         | 294   | 37    |